# Bethmännchen

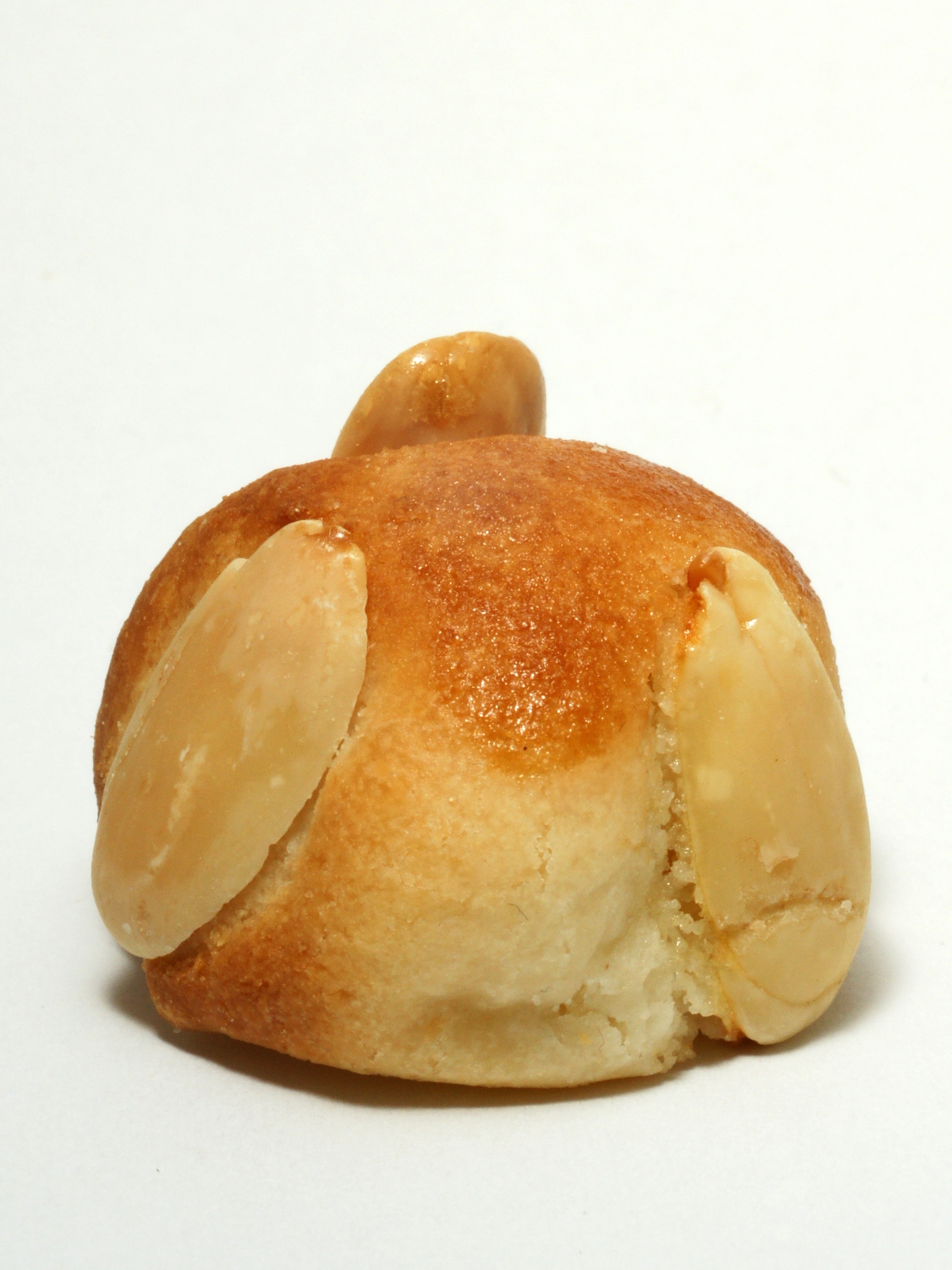
Bethmännchen decorados con almendras

Bethmännchen es una especie de dulce elaborado con mazapán muy típica de las comarcas alrededor de Fráncfort del Meno (Alemania). Se suele decorar con azúcar glasé y agua de rosas, la masa se le da forma de bola y se suele adherir alguna avellana o almendra. 

## Características
El nombre del bollo es originario de la familia de banqueros Bethmann que hoy en día se ha convertido en una especialidad navideña de la culinaria alemana, es una variante de la Frankfurter Brenten ya muy popular en la Edad Media, no debe confundirse con el Aachener Printen (una especie de galleta navideña).